# نانکلی
نانکلی یا نانکولی (به کردی: نانکلی یا نانه‌که‌لی) نام یکی از ایلات کرد است.بخشی از آن‌ها در  کوردستان عراق و در  ایران  شهرهای اشنویه و پیرانشهر (استان آذربایجان غربی)(شنو) (طایفه ی مه نعاو شامل حسامی - مقدوری-منافی که بزرگ و رئیس طایفه انها امام جمعه اشنویه حاج ملا عبدالله حسامی معروف به ماموستا ملا مه نعاو) و سقز، کرمانشاه، خرم‌آباد، کلاباد، شیراز و و مناطق اطراف آن ساکن شدند.
به فرمان شاه عباس از کردستان: (رواندوز، ساوجبلاغ، مکری) بخشی از آن‌ها را کوچانیده و در ری و شهریار و (جنت آباد،دشتابی غربی )قزوین سکنی داده شدند. نانکلی از ایلات اطراف تهران و ساوه و زرند و قزوین است، در شهریار مسکن دارند.
امروزه در این ایل درنقاط مختلفی از ایران از جمله در تویسرکان و در روستای کلاباد سکنی دارند و به گفته اهالی همگی دارای جدی مشترک اند به نام ابوبکر کلابادی که از علمای اسلام بوده و در ناحیه ماوراءالنهر می‌زیسته‌است و بدین مکان آمده و در اثر زلزله ای که رود آوررا ویران ساخت وی روستایی بناکرد که به نام خویش یعنی کلاباد که در زبان محلی به آن کلَوا یا کلِوا می‌گویند مشهور گشت و مردمان مختلفی در آن زندگی کردند تا اینکه قوم نانکلی نیز از اطراف و از خرم‌آباد بدانجا آمدند و مردمانی دلیر وجنگجو وسوارکار بودند و امامقلی خان نانکلی که از امیران عهد قاجار است نیز از نانکلی‌های کلاباد می‌باشد.
اولین علائم حضور نانکلی‌ها در تاریخ درعهد صفویه و افشاریه می‌باشد.